# Michael Zohary
Michael Zohary, nato Michael Schein (in ebraico מיכאל זהרי) (Bibrka (Impero austro-ungarico), 1898 – 16 aprile 1983), è stato un botanico israeliano.

## Biografia
Nato in una famiglia giudea a Bóbrka (Bibrka), vicino a Leopoli (al tempo appartenente all'Impero austro-ungarico), nel 1920 si trasferì come immigrato nel Mandato britannico della Palestina.
Dopo aver lavorato nella costruzione di strade, frequentò il Teacher's Seminary a Gerusalemme.
Pubblicò l'opera monumentale Geobotanical Foundations of the Middle East.
Introdusse per primo l'importante principio della ateleocoria, che afferma che la germinazione dei semi delle piante del deserto sia assicurata dalla dispersione nei pressi della pianta genitrice. Le sue ricerche si estesero su gran parte del Medio Oriente e portarono alla pubblicazione da parte sua di oltre 100 articoli e volumi sulla flora dell'area.
Nel 1931, Alexander Eig fondò sul Monte Scopus il Giardino botanico nazionale di Israele assieme a Michael Zohary e Naomi Feinbrun-Dothan.
Nel 1952 fu nominato professore di Botanica alla Università Ebraica di Gerusalemme.
Poco prima della sua morte, avvenuta in Israele, pubblicò il volume ricco di contenuti Plants of the Bible.

## Onorificenze
- Nel 1954, a Zohary fu assegnato il Premio Israele per le Scienze Naturali[4].

## Opere principali
- Michael Zohary, Die verbreitungsökologischen Verhältnisse der Pflanzen Palaestinas, Beiheifte zum Botanischen Zentralblatt, 61A (1937): 1-155.
- Michael Zohary & Naomi Feinbrun-Dothan, Flora Palaestina. Parte 1: da Equisetaceae a Moringaceae; Parte 2: da Platanaceae a Umbelliferae; Parte 3: da Ericaceae a Compositae, Academy of Sciences and Letters, Gerusalemme, 1966-79 (volumi con testo e volumi di tavole).
- Michael Zohary, Geobotanical foundations of the Middle East, G. Fischer, Stuttgart, 1973, 2 volumi (x, 738 pp. con illus.), ISBN 90-265-0157-9.